# Heilig Kruisgilde
Het Heilig Kruisgilde is een schuttersgilde in Gerwen in de Nederlandse provincie Noord-Brabant.
Hoewel onbewezen, zou dit het oudste schuttersgilde van Nederland zijn. Dit was althans de uitkomst van een in 1700 verricht onderzoek, uitgevoerd door schutterskoning Jan Adam van Deurse, dat op het stichtingsjaar 1244 uitkwam. Het gilde zou zijn opgericht als een soort burgerwacht om de Priorij Hooidonk, in het bijzonder de daar aanwezige relikwie van het Heilig Kruis te beschermen.
Feit is dat het gilde reeds lang voor 1700 moet hebben bestaan, en ook de afwijkende naam van het schuttersgilde (de meeste zijn naar heiligen, zoals Sint-Barbara, Sint-Sebastiaan enzovoort, genoemd) zou op een oude stichtingsdatum wijzen. Toen de Priorij in 1648 werd opgeheven, zou het gilde zich in het naburige Gerwen gevestigd hebben.
In de 16e eeuw is het archief van het Heilig Kruisgilde in vlammen opgegaan, zodat schriftelijke documenten omtrent het gilde van vóór die tijd afwezig zijn. Wel is bekend dat in de (oude) Sint-Clemenskerk te Gerwen van 1474 tot 1648 een altaar bestond dat aan het Heilig Kruisgilde was gewijd.
Aangezien het oudste nog aanwezige document omtrent het gilde een Caerte uit 1600 is, wordt dit jaartal als stichtingsdatum aangehouden.
Helaas is ook omtrent de verdere geschiedenis van het gilde weinig bekend. Wel zijn er een aantal zilveren koningsschilden aanwezig, waarvan het oudste van 1700 dateert en bezit was van genoemde Jan Adam van Deurse.
Pas in 1921 werd het gilde, dat uit een tiental gildebroeders bestond, van kostuums voorzien. Ook een hoofdvaandel en een standaardvaandel werd toen aangeschaft.
Heropleving van de gildetraditie vond vooral tijdens de jaren 30 van de 20e eeuw plaats, toen men een grotere aandacht voor de Brabantse tradities aan de dag legde en hieromtrent ook wetenschappelijk onderzoek verrichtte. Nadat de gilden tijdens de Tweede Wereldoorlog niet naar buiten mochten treden, brak kort na de bevrijding een bloeiperiode aan die tot op heden voortduurt.
Tegenwoordig kent het gilde ongeveer 50 gildebroeders.